# Kim Il
Dans ce nom coréen, le nom de famille, Kim, précède le nom personnel.
Kim Il est un homme d'État nord-coréen né en 1910 et mort le 9 mars 1984.
Premier vice-président du Conseil des ministres, il succède au président Kim Il-sung dans l'exercice des fonctions de président du Conseil des ministres (c'est-à-dire de Premier ministre) de Corée du Nord le 28 décembre 1972. Kim Il a occupé ce poste jusqu'au 29 avril 1976.
En tant que l'un des principaux responsables politiques nord-coréens, il aurait été pressenti, selon certains observateurs occidentaux, pour succéder au président Kim Il-sung, mais il est décédé dix ans avant ce dernier, en 1984, alors qu'il était à Bucarest pour traitement médical.